# Аријанити
Аријанити (грчки: Ἀριανίτης) је била византијска аристократска породица утицајна почетком 11. века. Њен припадник, Давид, носио је титулу стратега авгократора Бугарске. Почетком 13. века породица Аријанита управљала је просторима данашње Албаније.

## Припадници
- Давид Аријанит, стратег автократор Бугаске (1016-1027)
- Константин Аријанит, магистар и дука Хадријанопоља (умро 1050)
- Константин Комнин Аријанит, гувернер Фана
- Ђорђе Аријанит, владар Албаније (1434-1461)